# Войнико
Войнико (на гръцки: Βοϊνικό; съвременно: Κοινόν τῶν Ζαγορισίων) е автономен регион в пиндската област Загори от времето на Османски Епир.
Името е отглас от войнуганския османски институт.
След като през 1430-1431 г. Синан паша на султан Мурад II присъединява Янина и Епир към османската държава, четиринадесет села от централно Загори се споразумяват със Синан паша, че османците ще гарантират определени привилегии за региона на Загори в замяна на васална зависимост. Тези привилегии включват самоуправление начело с векил (на гръцки: Βεκύλης), който се избира на всеки 6 месеца или всяка година и съвет на старейшините (на гръцки: Δημογεροντία). Освен това, загорчани се разбират да не плащат данъци на султана за сметка на поддръжката на султанските конюшни и осигуряването на определен брой спахии за османската армия. Петдесет години по-късно, т.е. 1480-1481 г. и селата на източно Загори също се присъединяват към договора.
Това споразумение е променено през 1670 г. със създаването на Янински еялет. На Войнико са предоставени допълнителни привилегии наречени „сирота“, по силата на които загорчани се освобождават от задължението по поддръжка на султанските конюшни, като имат свободата необезпокоявани да изповядват християнската си вяра. Също така на турците се забранява да влизат в Загори.
От 1750 г. векилът на Загори резидира в Янина. Той отговаря през падишаха за събирането на данъците и е съдник по местните граждански спорове в Загори, т.е. е един вид мирови съдия.
По османско време Загори и Аграфа в Пинд се ползват с автономен статут. Същият статут има и Мани в Морея.